# Chuck Negron

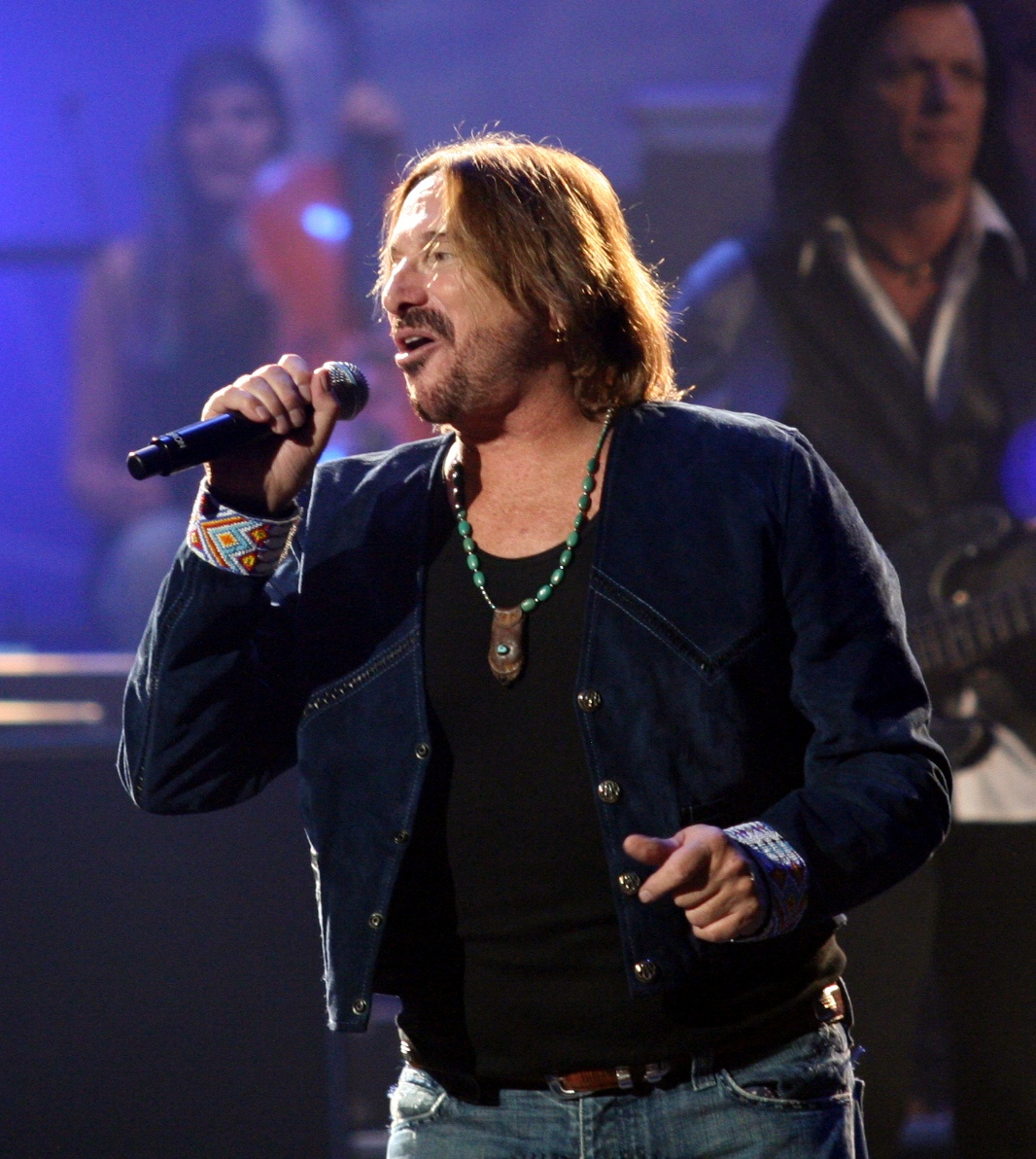
Chuck Negron (2008)

Charles „Chuck“ Negron (* 8. Juni 1942 in New York City) ist ein US-amerikanischer Sänger, der vor allem als Mitglied der Rockband Three Dog Night bekannt wurde.

## Biografie
Geboren in Manhattan, wuchs Negron in der Bronx auf. Er sang in örtlichen Doo-Wop-Gruppen und war ein talentierter Basketballspieler. 1968 gründete er mit Danny Hutton und Cory Wells die erfolgreiche Band Three Dog Night, die sich 1977 wieder auflöste.
Negron hatte lange Zeit ernsthafte Drogenprobleme. Nachdem er diese überwunden hatte, begann er eine Solokarriere. 1999 erschien seine Autobiografie Three Dog Nightmare.
Seit 2005 hat Chuck Negron die Rechte am Bandnamen Blood, Sweat & Tears.

## Diskografie (solo)
- Am I Still in Your Heart (1995)
- Long Road Back (1999)
- Chuck Negron – Live in Concert (Live-Doppel-CD, 2001)
- Joy to the World (2001)

## Bibliografie
- Chuck Negron: Three Dog Nightmare: The Continuing Chuck Negron Story (erweiterte Ausgabe der Autobiografie von 1999). Verlag Literary Architects, 2008. ISBN 978-1933669137 (engl.)